# آسلیهان گونر
آسلیهان گونر (ترکی استانبولی: Aslıhan Güner؛  هنرپیشه اهل ترکیه است. عمده سر شناسی  وی  به دلیل  بازیگری  در نقش ییلدیز کادی‌اوغلو/ ییلدیز ملا اوغلو در سریال ستاره شمالی عشق اول میباشد، همچنین همسر وی مرت کلیچ میباشد که به خاطر بازی در ستاره شمالی خیلی ها اورا با همسر اسماعیل دمیرچی ( کوزی مولااوغلو) اشتباه گرفتند.

## زندگی نامه
آسلیهان گونر (زاده 17 دسامبر 1987) (26 آذر 1366 ) در شهر استانبول ترکیه مادرش اهل ملطیه و پدرش تاجر از سیواس است. اسلیهان فرزند بزرگ خانواده گونر و دو خواهر به نام نسلیهان و یاسیمن و همچنین یک برادر کوچکتر دارد.